# Santa Eulalia Bajera
Santa Eulalia Bajera település Spanyolországban, La Rioja autonóm közösségben. Santa Eulalia Bajera Arnedillo, Herce és Préjano községekkel határos. Lakosainak száma 111 fő (2024).

## Népesség
A település népessége az elmúlt években az alábbi módon változott:
| Lakosok száma | 120  | 126  | 129  | 131  | 121  | 111  | 115  | 112  | 111  | 111  |
|               | 2001 | 2004 | 2007 | 2009 | 2012 | 2014 | 2017 | 2019 | 2022 | 2024 |